# Thamniella
Thamniella là một chi rêu trong họ Lembophyllaceae.